# Цокто-Хангільське сільське поселення
Цокто́-Хангі́льське сільське поселення (рос. Цокто-Хангильское сельское поселение) — сільське поселення у складі Агінського району Забайкальського краю Росії.
Адміністративний центр та єдиний населений пункт — село Цокто-Хангіл.

## Населення
Населення сільського поселення становить 1083 особи (2019; 1296 у 2010, 1423 у 2002).